# Кроссли, Пол
Пол Кроссли (англ. Paul Crossley; род. 17 мая 1944 года, Дьюсбери, Йоркшир) — британский пианист.
В Лидсе Кроссли брал уроки фортепиано у британской пианистки и педагога Фанни Уотермен, основавшей Международный конкурс пианистов в Лидсе (1961). Игру молодого студента Мэнсфилдского колледжа Оксфордского университета заметил французский композитор Оливье Мессиан и его жена, пианистка Ивонна Лорио, пригласившие его затем в Париж.
Карьере пианиста способствовала 2-я премия, завоёванная в 1968 году в Руайяне на конкурсе имени Мессиана вместе с японским пианистом Исуми Татено.
Творчество Кроссли ассоциируется с композиторами Оливье Мессианом, Николасом Моу, Джорджем Бенджамином и Майклом Типпетом. Майкл Типпет написал свою третью и четвертую сонату для фортепиано специально для Кроссби.
Пол Кроссби был руководителем Лондонской симфониетты с 1988 по 1994 год.
Выпущено более 50 дисков с записями выступлений П. Кроссли, многие из которых принесли ему призы:
- Diapason d’Or — за фортепианные произведения Равеля и Типпета;
- Приз Цецилии — за Камерный концерт Альбана Берга с Лондонской симфониеттой и Дэвидом Атертоном;
- Grand Prix du Disque Французской академии — за скрипичные сонаты Форе с Артюром Грюмьо;
- Deutsche Schallplatten Preis — за фортепианного концерта Лютославского с Лос-Анджелесским филармоническим оркестром и Салоненом
- Gramophone Award (1999) в номинации «лучшая запись современной музыки» — за «Quotation of Dream» Тору Такэмицу с Питером Серкином[англ.].

## Награды и признание
- Почётный член оксфордского Мэнсфилд-колледжа (1991)
- Командор ордена Британской империи (1993)